# Chó Cursinu
Chó Cursinu là một giống chó có nguồn gốc từ Corsica. Nó đã tồn tại trên đảo từ thế kỷ 16, nhưng đã dần vào suy giảm trong khoảng thời gian cuối thế kỷ 20. Sau đó, giống chó này đã được giải cứu trước nguy cơ tuyệt chủng và được công nhận bởi Société Centrale Canine. Được sử dụng cho nhiều mục đích làm việc, nó không có vấn đề sức khỏe cụ thể.

## Lịch sử
Chó Cursinu đã được biết đến trên Corsica từ thế kỷ 16. Cho đến những năm 1950, giống chó này được sử dụng như một con chó săn đa năng và vật nuôi trên đảo. Trong nửa sau của thế kỷ 20, giống chó này phải chịu sự cạnh tranh từ các giống chó từ trong lục địa. Năm 1989, L'association de Sauvegarde du Chien Corse được thành lập để bảo vệ giống chó này.
Loài này đã được công nhận bởi Société Centrale Canine, câu lạc bộ Chăm sóc Pháp, từ năm 2003, chó Cursinu được phân vào trong các giống chó pomeran (spitz) và nhóm nguyên thủy, với vị trí của một giống nguyên thủy.

## Ngoại hình
Loài chó này có chiều cao nằm trong khoảng 46 đến 58 cm (18–23 in) tính từ vai và chó đực cao hơn một chút so với con cái. Bộ lông của chúng có thể giống như các tua, với màu sắc bình thường là màu vàng-nâu và nâu. Chó Cursinu có mặt như melanotic được cho phép theo tiêu chuẩn giống. Những mảng trắng có thể ở trên ngực hoặc chân. Da của con chó bám chặt vào cơ thể, và tình trạng cằm chảy xệ không xuất hiện trong giống chó này.